# Karl Roeder
Karl Roeder (Hangard, avui part de Neunkirchen (Saarland), 27 de juny de 1860 - 25 de febrer de 1933) fou un organista i musicògraf alemany.
Estudià en l'escola de professors de Trèveris i a la reial institució de música religiosa de Berlín, on tingué com a professors Haupt, Loeschhorn, Alsleben, i Schröder. El 1895 fou nomenat professor del seminari de Hilchenbach i el 1903 del de Herford-.
Director d'orquestra des del 1918, es dedicà especialment al cultiu de la música en l'escola primària.
Se li deuen:
- 33 Chorale für Männerchore (2.ª ed. 1902);
- Anleitung z. Fruchtbting. Behandlung der Volkslieder (2.ª ed. 1911);
- Chorliedersamlung für Männerchore (2.ª ed. 1902);
- Einfürhung in die Theorie der Tonkust (1891;2.ª ed. 1902);
- Evangel. Schul-Chorelb,;
- Kleine Musikgeschichte (2.ª ed. 1912);
- Kleiner Wegweiser für Singen nach Noten (1890; 2.ª ed. 1894;
- Kompos. F. Ges., etc.
- Methodik d. Gesangsunterr. I d. Volksschule (1900);
- Praktischer Elementar Kursus des Volkschulgesangs (1886; 2.ª ed., 1896);
- Unterrichtslehre des Volksschulgesang (1906)
- Volksschule-Liederbuch (1890; 30.ª ed., 1920);
- Vorbereitungen auf die Gesangstunde;
- Vorscheule zum Kuntsgesang (1903);
- Zimmer, Orgelschule (25.ª ed. 1919);

Roeder fou cofundador i membre honorari de l'Associació Acadèmica Organum (fundada el 1885).